# Karl Dönges
Karl Dönges (* 23. Dezember 1891 in Frankfurt am Main; † 12. März 1975 in Gießen) war ein deutscher Jurist und Oberbürgermeister der Stadt Gießen.

## Leben
Karl Dönges war ein Sohn des Lehrers Karl Dönges und dessen Ehefrau Minna Kröck.
Nach dem Studium der Rechtswissenschaften an der Johann Wolfgang Goethe-Universität Frankfurt am Main mit Promotion zum Dr. jur. kam er als Prokurist in die Firma Rinn & Cloos, die von seinem Onkel Ludwig Rinn geführt wurde. Über Jahre hinweg war er Vorstandsmitglied in dem Unternehmen, das von  den 1920er und bis in die 1950er Jahre der größte Zigarren-, Zigarillo- und Tabakwarenhersteller Deutschlands war.
Vom 29. Mai 1933 an war er Ergänzungsrichter bei der Kammer für Handelssachen beim Landgericht Gießen.
Am 17. April 1945 wurde Dönges vom amerikanischen Stadtkommandanten Major Ehrenclou als Oberbürgermeister von Gießen eingesetzt. Mit seiner Amtsübernahme setzte eine Neuorganisation der Gießener Stadtverwaltung ein. Als 1946 die Kommunalwahl anstand und er von der CDU für dieses Amt favorisiert worden war, verlor er in einer Kampfabstimmung gegen Albin Mann (SPD).